# Острову-Корбулуй
Острову-Корбулуй (рум. Ostrovu Corbului) — село у повіті Мехедінць в Румунії. Входить до складу комуни Хінова.
Село розташоване на відстані 267 км на захід від Бухареста, 13 км на південний схід від Дробета-Турну-Северина, 88 км на захід від Крайови.

## Населення
За даними перепису населення 2002 року у селі проживала 461 особа, з них 460 осіб (99,8%) румунів. Усі жителі села рідною мовою назвали румунську.